# Слободан Гордић
Слободан Гордић (Чачак, 28. септембар 1937) бивши је југословенски и српски кошаркаш.

## Играчка каријера
Рођен је у Чачку 28. септембра 1937. године. Наступао је за ОКК Београд током њихове такозване „Златне ере” крајем педесетих и прве половине шездесетих у Првој лиги Југославије. Његови саиграчи били су тадашњи репрезентативци Радивој Кораћ, Миодраг Николић, Богомир Рајковић, Трајко Рајковић и Милорад Еркић. Тренери ОКК Београд су у то време били Борислав Станковић и професор Александар Николић, а спортски директор Радомир Шапер. У том периоду освојили су четири првенства Југословенске лиге и два Купа Југославије.
Током сезоне 1967/68, Гордић је играо за француски тим ЈА Виши који је водио Ђорђе Андријашевић. Године 1968. отишао је у Белгију где је играо у њиховој кошаркашкој лиги.
Дебитовао је за репрезентацију Југославије 23. децембра 1958. године у пријатељској утакмици против Италије у Песару. За репрезентацију Југославије је играо преко 120 пута, учествовао је на две Олимпијаде у Риму 1960. и Токију 1964, Светском првенству 1963. у Бразилу, на четири Европска првенства, 1959, 1961, 1963 и 1965. године. Има сребрну медаљу са Светског првенства, две сребрне и бронзану са Европских првенстава, злато са Медитеранских игара и пет златних и једну сребрну са Балканијада.
Од 1972. до 1976. игра за Макаби из Брисела, такође у Белгији да би се у међувремену од 1. октобра 1973. запослио у предузећу Гранд базар где остаје све до 1996. године када одлази у пензију.

## Успеси

### Клупски
- ОКК Београд

Првенство Југославије (4): 1958, 1960, 1963, 1964.
Куп Југославије (2): 1960, 1963.

### Репрезентативни
- Сребрне медаље

Светско првенство
1963. Бразил
Европско првенство
1961. Југославија
1965. СССР
- Бронзане медаље

1963. Пољска